# Philautus aurantium
Philautus aurantium är en groddjursart som beskrevs av Robert F. Inger 1989. Philautus aurantium ingår i släktet Philautus och familjen trädgrodor. IUCN kategoriserar arten globalt som starkt hotad. Inga underarter finns listade i Catalogue of Life.